# Wereldkampioenschappen schaatsen afstanden 2013 - 3000 meter vrouwen
De 3000 meter vrouwen op de wereldkampioenschappen schaatsen afstanden 2013 werd gereden op donderdag 21 maart 2013 in het ijsstadion Adler Arena in Sotsji, Rusland.
Ireen Wüst en Martina Sáblíková werden vooraf gezien als de favorieten. Wüst versloeg Sábliková in een rechtstreeks duel en werd wereldkampioene.

## Plaatsing
De regels van de ISU schrijven voor dat er maximaal 24 schaatssters zich plaatsen voor het WK op deze afstand. Geplaatst zijn de beste veertien schaatssters van het wereldbekerklassement, aangevuld met de tien tijdsnelsten waarbij alleen tijden gereden in de wereldbeker of op het wereldkampioenschap allround meetellen. Achter deze 24 namen wordt op tijdsbasis nog een reservelijst van maximaal zes namen gemaakt.
Aangezien het aantal deelnemers per land beperkt is beperkt tot een maximum van drie, telt de vierde (en vijfde etc.) schaatsster per land niet mee voor het verloop van de ranglijst. Het is aan de nationale bonden te beslissen welke van hun schaatssters, mits op de lijst, naar het WK afstanden worden afgevaardigd.
Japan had drie startplaatsen, maar vulde er maar twee op. De Verenigde Staten hadden een startbewijs, maar dat werd niet gebruikt. De Zuid-Koreaanse vrouwen Park Do-yeong en Noh Seon-yeong profiteerden van deze afzeggingen en schoven van de reserve- door naar de startlijst.

## Statistieken

### Uitslag
| #      | Naam                     | Land | Tijd    |
| ------ | ------------------------ | ---- | ------- |
| Goud   | Ireen Wüst               | NED  | 4.02,43 |
| Zilver | Martina Sáblíková        | CZE  | 4.04,80 |
| Brons  | Claudia Pechstein        | GER  | 4.07,75 |
| 4      | Diane Valkenburg         | NED  | 4.08,12 |
| 5      | Linda de Vries           | NED  | 4.09,53 |
| 6      | Katarzyna Bachleda-Curuś | POL  | 4.10,80 |
| 7      | Stephanie Beckert        | GER  | 4.11,71 |
| 8      | Bente Kraus              | GER  | 4.12,35 |
| 9      | Kim Bo-reum              | KOR  | 4.12,69 |
| 10     | Masako Hozumi            | JPN  | 4.13,62 |
| 11     | Jevgenia Dmitrijeva      | RUS  | 4.13,83 |
| 12     | Olga Graf                | RUS  | 4.14,58 |
| 13     | Jelena Peeters           | BEL  | 4.14,71 |
| 14     | Ida Njåtun               | NOR  | 4.14,82 |
| 15     | Ivanie Blondin           | CAN  | 4.15,06 |
| 16     | Brittany Schussler       | CAN  | 4.15,72 |
| 17     | Luiza Złotkowska         | POL  | 4.16,30 |
| 18     | Park Do-yeong            | KOR  | 4.16,48 |
| 19     | Cindy Klassen            | CAN  | 4.16,87 |
| 20     | Eriko Ishino             | JPN  | 4.17,23 |
| 21     | Natalia Czerwonka        | POL  | 4.18,98 |
| 22     | Mari Hemmer              | NOR  | 4.21,41 |
| 23     | Jelena Sochrjakova       | RUS  | 4.24,45 |
| 24     | Noh Seon-yeong           | KOR  | 4.25,31 |

### Loting
| Rit | Binnenbaan         | Buitenbaan               |
| --- | ------------------ | ------------------------ |
| 1   | Jelena Peeters     | Park Do-yeong            |
| 2   | Brittany Schussler | Noh Seon-yeong           |
| 3   | Mari Hemmer        | Bente Kraus              |
| 4   | Luiza Złotkowska   | Cindy Klassen            |
| 5   | Eriko Ishino       | Natalia Czerwonka        |
| 6   | Jelena Sochrjakova | Jevgenia Dmitrijeva      |
| 7   | Masako Hozumi      | Ida Njåtun               |
| 8   | Ivanie Blondin     | Katarzyna Bachleda-Curuś |
| 9   | Linda de Vries     | Kim Bo-reum              |
| 10  | Olga Graf          | Stephanie Beckert        |
| 11  | Martina Sáblíková  | Ireen Wüst               |
| 12  | Diane Valkenburg   | Claudia Pechstein        |

1996 · 
1997 · 
1998 · 
1999 · 
2000 · 
2001 · 
2003 · 
2004 · 
2005 · 
2007 · 
2008 · 
2009 · 
2011 · 
2012 · 
2013 · 
2015 · 
2016 · 
2017 · 
2019 · 
2020 · 
2021 · 
2023 · 
2024 · 
2025